# سبيعة (اسم)
سبيعة هو اسم علم مؤنث من أصل عربي، ومعناه هو منسوب إلى اللطف، ومتصف به.

## وصلات خارجية
- موسوعة السلطان قابوس لأسماء العرب نسخة محفوظة 5 أبريل 2019 على موقع واي باك مشين.